# Sampson Cudjoe
Sampson Cudjoe (sinh ngày 22 tháng 6 năm 1988) là một cầu thủ bóng đá người Ghana, hiện tại thi đấu cho Accra Hearts of Oak SC ở Giải bóng đá ngoại hạng Ghana.

## Sự nghiệp
Cudjoe được đánh giá là một trong những tài năng của Ghana, anh bắt đầu sự nghiệp với Tudu Mighty Jets, trước khi chuyển đến Kessben F.C. năm 2006, câu lạc bộ từ Abrankese cho anh mượn đến FC Honka từ tháng 8 năm 2008 đến hết mùa giải. Tiền vệ trung tâm này ký hợp đồng cho Ashanti Gold SC vào mùa hè năm 2010.
Ngày 5 tháng 8 năm 2011, có thông báo rằng Cudjoe đã gia nhập đội bóng Algérie ES Sétif. Tuy nhiên, vụ chuyển nhượng không hoàn tất và anh chuyển đến đội bóng Ai Cập Zamalek SC.
Vào ngày 23 tháng 8 năm 2013, anh chuyển đến Hearts of Oak từ Medeama SC với bản hợp đồng 3 năm.

## Vị trí
Cudjoe là một hậu vệ.

## Cá nhân
Sampson là em họ của Isaac Vorsah.